# 叶文福
叶文福（1944年—），中国诗人。

## 生平
1944年生于湖北赤壁。1960年就读于蒲圻师范学校，1963年毕业。曾任蒲圻附小教师。1964年12月入伍，1969年发表处女作。1972年被借调到《解放军文艺》杂志社任诗歌组编辑，1978年出版诗集《山恋》，1979年发表诗作《将军，不能这样做》，加入中国作家协会。1981年发表诗作《将军，好好洗一洗》，此后被点名批判两年多，长时间隔离审查。1986年高票当选《星星》诗刊“中国十佳青年诗人”。1989年在天安门演讲获罪。 被监禁17个月。

## 著作
诗集《山恋》、《苦恋与墓碑》、《雄性的太阳》、《天鹅之死》、《牛号》、《叶文福诗词选》，散文集《收割自己的光芒》等。

## 评价
- 北岛：“如果将来再有一个什么运动的话，中国的诗歌的希望也只有叶文福了。因为，只有叶文福一个人血性依然！”[5]